# Portrait d'Eléonore de Tolède et de son fils
Le Portrait d'Eléonore de Tolède et de son fils est une peinture de l'artiste italien Agnolo di Cosimo, plus connu sous le nom de Bronzino. Exécutée vers 1545, il s'agit de l'une de ses œuvres les plus célèbres. Conservée à la galerie des Offices de Florence, elle est considérée comme l'un des principaux exemples de portrait Maniériste.

## Description
La peinture représente Eléonore de Tolède, épouse de Cosme Ier de Médicis, grand-duc de Toscane, assise avec sa main posée sur l'épaule de l'un de ses fils. Ce geste, ainsi que les motifs de sa robe, font référence à son rôle de mère. Eléonore porte une robe de brocart noir très chargée, décorée d'arabesques. Dans cette pose, elle est dépeinte comme la femme idéale de la Renaissance. La peinture est le premier portrait connu commandité par l'État qui comporte l'héritier. En incluant l'enfant, Cosme Ier a voulu signifier que sa lignée apporterait la stabilité au duché.
L'enfant a été diversement identifié comme étant le fils d'Eléonore, François (né en 1541), Giovanni (né en 1543) ou Garzia (né en 1547). Si le sujet est le dernier, le portrait doit être daté autour de 1550-53, mais la date est maintenant généralement attribuée à 1545, fondée sur l'examen de l'évolution du style de Bronzino ; il s'agirait donc de Giovanni.
Le portrait a été qualifié de « froid », reflétant la sobriété d'Eléonore, native de la cour d'Espagne, sans la chaleur habituellement attendue d'un portrait de mère et d'enfant. Une telle prise de distance est typique de l'école Maniériste, rejetant le naturalisme. A l'inverse, la robe est minutieusement reproduite. La peinture est peut-être un soutien pour l'industrie florentine de la soie, qui avait baissé en popularité dans les premières années du XVIe siècle, et a été réactivée sous le règne de Cosme Ier. La précieuse ceinture d'or, décorée avec des bijoux et des perles avec un gland, peut avoir été réalisée par l'orfèvre Benvenuto Cellini.

## Vêtements

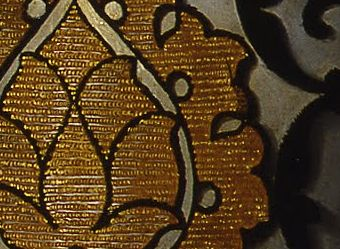
Détail du brocart de velours.

Eléonore est vêtue d'une robe sur une chemise ou une blouse de lin, garnie de bandes étroites de broderies à l'encolure et de manches à volants. Bronzino dépeint admirablement le brocart de soie et de velours, le tissu de la robe avec ses boucles d'or enveloppées de fil et ces arabesques noirs contrastant avec le satin blanc. Les vêtements sont faits de riches étoffes réservées pour les occasions officielles et ne sont pas représentatifs de la garde-robe quotidienne d'Eléonore, qui comportait des robes colorées de velours et de satins.
Lorsque le corps d'Eléonore a été exhumé au 19e siècle, on a conclu qu'elle avait été enterrée dans la même robe que celle du portrait. Une résille presque identique pourrait être la cause de cette confusion. Mais de nouvelles recherches révèlent qu'elle a été enterrée dans une robe beaucoup plus simple de satin blanc sur un corsage de velours cramoisi (et probablement un jupon, qui n'a pas survécu),. Après une restauration longue et complexe, les vêtements d'origine ont été conservés et des reconstitutions détaillées sont affichées dans la galerie du Costume du Palazzo Pitti de Florence. Les vêtements originaux sont beaucoup trop fragiles pour être présentés au public.

## Postérité
Le tableau fait partie du musée imaginaire de l'historien français Paul Veyne, qui le décrit dans son ouvrage justement intitulé Mon musée imaginaire.

### Sources
- Janet Arnold, Patterns of fashion 3 : The cut and construction of clothes for men and women, c. 1560-1620, London New York, Macmillan Drama Book, 1985 (ISBN 0-89676-083-9)
- Susanna Buticchi, La Grande Storia dell'Arte. Cinquecento, Florence
- Roberta Orsi Landini et Niccola Bruna, Moda a Firenze 1540-1580 : Lo stile di Eleonora di Toledo e la sua influenza, Italy, Mauro Pagliai, 2005
- « Medici Archive - Costume and Textiles » (consulté le 30 décembre 2012)
- (en) Lisa Monnas, Renaissance Velvets, London New York, V&A Pub. Distributed in North America by Harry N. Abrams, 2012, 159 p. (ISBN 978-1-85177-656-6)